# KK Zagorje Tehnobeton
Le Košarkarski Klub Zagorje Tehnobeton est un club croate de basket-ball basé à Zagorje. Le club appartenait, jusqu'en 2006, à l'élite du championnat croate.
Un club slovène, le KK Zagorje, porte également le même nom.

## Entraîneurs successifs
- Depuis ? : -